# Nakajima C3N
Nakajima C3N (яп. 九七式艦上偵察機九七式艦上偵察機 Палубный разведчик Тип 97) — палубный самолёт-разведчик Императорского флота Японии периода Второй мировой войны.

## История создания
В конце 1935 года Императорский флот Японии составил техническое задание 10-Си на построение двух палубных самолётов: бомбардировщика-торпедоносца и дальнего разведчика.
Технические требования к разведчику включали максимальный размах крыльев не более 14 м, длину не более 10 м, максимальную скорость не менее 370 км/ч, дальность полёта не менее 2 200 км. Экипаж должен был состоять из 3 человек для навигации на просторах океана.
Компания Nakajima приняла участие в конкурсе. Проект ударного самолёта под внутренним названием K (который впоследствии стал самолётом Nakajima B5N) возглавил Кацуми Накамура, проект разведчика (внутреннее название S) — Ясуда Фукуда. Обе группы сотрудничали между собой, обменивались конструкторскими решениями, унифицировали различные узлы и агрегаты, упрощая процессы производства самолётов.
Ясуда Фукуда принял за основу проект лёгкого бомбардировщика Nakajima Ki-31, который отвергли ВВС Императорской армии Японии. Это был цельнометаллический моноплан с двигателем Nakajima Hikari 2. Самолёт был вооружён двумя 7,7-мм пулемётами — одним неподвижным, который стрелял вперёд, и одним в задней турели.
В октябре 1936 года был готов первый прототип, вскоре был выпущен второй прототип, и оба самолёта были переданы флоту для испытаний. Испытания длились около года, и в сентябре 1937 года самолёт был принят на вооружение под названием «Палубный разведчик Тип 97» (или C3N1).
Вскоре был завершён и ударный самолёт, который был принят на вооружение в январе 1937 года под названием B5N1. Его дополнительным назначением было выполнение разведывательных полётов. Таким образом, B5N1 мог выполнять функции палубного разведывательного самолёта, и вследствие этого C3N1 в серийное производство запущен не был.
Два уже построенных самолёта в период с 1937 по 1940 год использовались в районе Шанхая и Ханькоу, где принимали участие в японо-китайской войне.

## Тактико-технические характеристики (C3N1)

### Технические характеристики
- Экипаж: 3 человека
- Длина: 10,00 м
- Размах крыльев: 13,95 м
- Площадь крыльев: 30,00 м²
- Масса пустого: 1 805 кг
- Масса снаряженного: 3 000 кг
- Двигатель: 1 x Nakajima Hikari 2
- Мощность: 750—840л. с.

### Лётные характеристики
- Крейсерская скорость: 300 км/ч
- Максимальная скорость: 387 км/ч
- Практическая дальность: 2 262 км
- Практический потолок: 6 670 м

### Вооружение
- Пулемётное:
  - 2×7,77-мм пулемёта